# Ranto Panyang Barat
Ranto Panyang Barat is een bestuurslaag in het regentschap Aceh Barat van de provincie Atjeh, Indonesië. Ranto Panyang Barat telt 559 inwoners (volkstelling 2010).